# Halle Saint-Pierre
Pour les articles homonymes, voir Musée d'art naïf.
 (juillet 2011).
Si vous disposez d'ouvrages ou d'articles de référence ou si vous connaissez des sites web de qualité traitant du thème abordé ici, merci de compléter l'article en donnant les références utiles à sa vérifiabilité et en les liant à la section « Notes et références ».
La Halle Saint-Pierre est un musée consacré à l'art naïf, l'art brut, l'art singulier et l'art outsider. Il est situé à Paris, au pied de la butte Montmartre dans une ancienne halle de style Baltard, ayant autrefois abrité un marché, une école, puis un garage du service municipal de la propreté. 

## Présentation
L’art populaire contemporain n’a pas de frontières bien définies ni de contenus figés. C’est un territoire potentiellement en expansion dont les contours sont en perpétuelle évolution. Pour suivre cette évolution, la Halle Saint-Pierre, depuis 1995, organise trois ou quatre expositions temporaires par an.
Le bâtiment, situé rue Ronsard, appartient à la Ville de Paris, laquelle a confié la gestion des lieux à l’association « Halle Saint-Pierre », créée à cet effet en octobre 1985. La Halle Saint-Pierre n'est donc pas un musée municipal de la Ville de Paris, bien que cette dernière soit représentée au conseil d'administration de l'association.

Façades extérieures
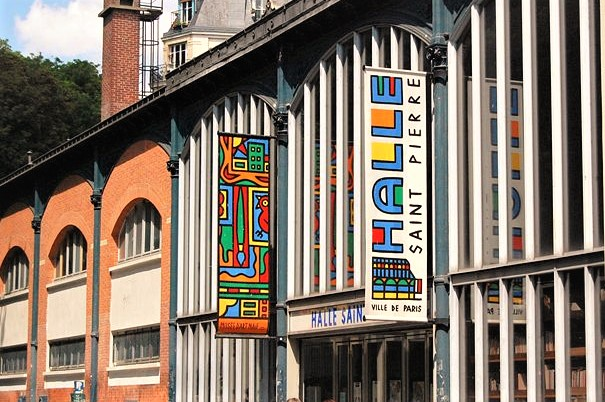
Façade d'entrée.
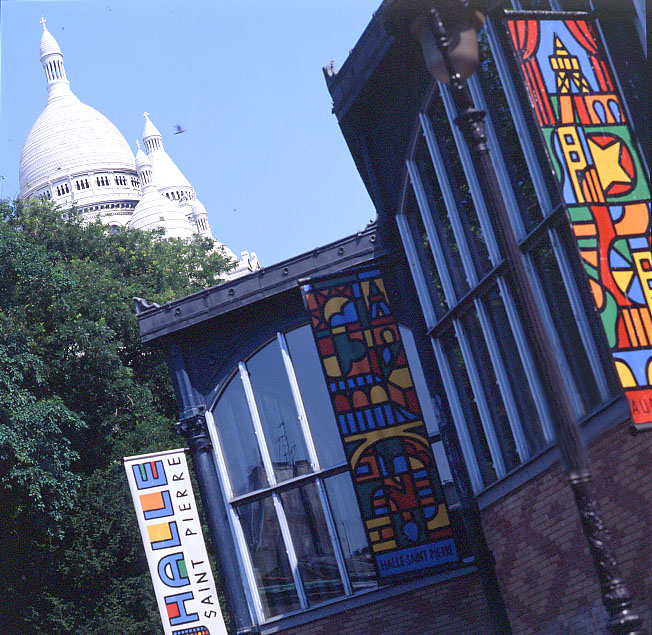
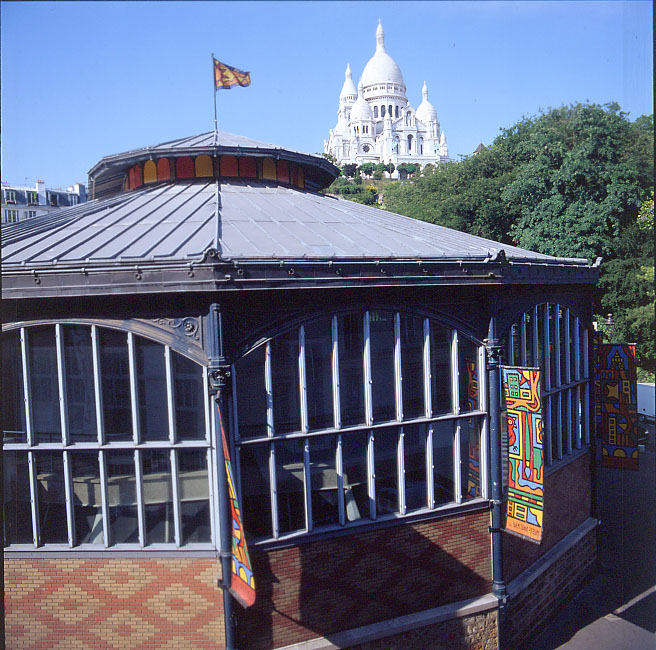

## Expositions

### Expositions historiques
- Art brut et compagnie, la face cachée de l’art contemporain
- Art outsider et Folk Art (États-Unis)
- 17 Naïfs de Taïwan
- Haïti, ange et démon
- Art en marge (Belgique)
- Art brut tchèque
- Art brut brésilien
- Australian Outsiders
- India, art brut et singulier
- British Outsider Art
- Art brut japonais

### Expositions thématiques
Elles sont l’occasion d’initier ou d’approfondir des recherches sur des thématiques liées à la spécificité du domaine (inconscient, folie, génie, automatisme, mystique, mythes, origines…).
- Passeurs de Lumière
- Oh la vache
- Civilisations imaginaires
- Art spirite, médiumnique et visionnaire
- Poupées
- Écriture en Délire
- Esprit de la Forêt
- Liaisons africaines
- Varian Fry

### Autres expositions
Les expositions collectives et monographies donnent une place à la création vivante.

#### Collectives
- Aux Frontières de l’art brut I et II
- L’Œil à l’état sauvage
- Œil pour œil
- Noir sur Blanc
- Dessins pointus
- Éloge du dessin
- Sous le vent de l’art brut : la collection Charlotte Zander
- Hey! Modern art & Pop culture
- Raw Vision
- Sous le vent de l'art brut: la collection de Stadshof
- HEY! Le dessin[2] (en coopération avec la revue artistique Hey!)

#### Monographiques
- Fleury Joseph Crépin
- Louis Pons
- Gilbert Peyre
- Jean Rustin
- Armand Avril
- Stani Nitkowski
- Lena Vandrey
- Michel Nedjar
- Ronan-Jim Sevellec
- Jephan de Villiers
- René Moreu
- Le Monde selon HR Giger
- Unica Zürn
- Pétra Werlé
- Yolande Fièvre
- Sylvia Katuszewski
- Christine Sefolosha
- Fred Deux et Cécile Reims
- Anselme Boix-Vives
- Michel Macréau
- Marie Morel
- Chomo

## Autres activités
La Halle Saint-Pierre propose de multiples activités culturelles et pédagogiques afin de promouvoir la création ou les pratiques artistiques liées l’art brut et l’art singulier.

### Galerie
Un lieu de présentation d’artistes singuliers qui ne bénéficient d’aucun réseau de diffusion. Chaque mois un artiste ou un groupement d’artistes disposent gracieusement de l’espace galerie pour présenter leurs productions. 

### Librairie
La librairie de la Halle Saint-Pierre est spécialisée dans les écrits sur l’art, les livres d’artistes et surtout dans les ouvrages concernant toutes les formes de la création hors normes contemporaine. Elle distribue et soutient les petites publications spécialisées, souvent éditée à compte d’auteur comme Zon’Art et Gazogène. Elle participe largement au rayonnement du lieu. Elle a lancé en 1995 l’édition française de la revue anglo-saxonne Raw Vision.
Elle fonctionne également comme un centre de ressources et de documentation pour amateurs, collectionneurs ou universitaires.
Enfin, la librairie présente sur ses murs, des expositions d'autres artistes considérés comme moins connus, telle Martine Birobent en 2012. 

### Édition de catalogues d’exposition
Édités par la Halle Saint-Pierre, les catalogues sont maintenant coédités avec des éditeurs comme Gallimard, Hoebeke ou Passage Piétons.
- Sous le vent de l'art brut : La collection De Stadshof
- Art brut et Compagnie, coédition La Différence (épuisé)
- Art outsider et Folk Art (États-Unis)
- 17 Naïfs de Taïwan
- Haïti, ange et démon, coéditions Hoebeke (épuisé)
- Art brut tchèque, coédition Passage Piétons (épuisé)
- Art brut brésilien, coédition Passage Piétons
- Passeurs de Lumière
- Australian Outsiders
- British Outsider Art
- Art brut japonais
- Civilisations imaginaires (épuisé)
- Art spirite, médiumnique et visionnaire, coédition Hoebeke
- Poupées, coédition Gallimard
- Varian Fry
- Aux Frontières de l’Art brut I et II (épuisé)
- Noir sur Blanc, coédition Travioles (épuisé)
- Éloge du dessin
- Sous le vent de l’Art brut : collection Charlotte Zander
- Louis Pons (artiste) (épuisé)
- Gilbert Peyre
- Jean Rustin (épuisé)
- Stani Nitkowski
- Lena Vandrey
- Le Monde selon HR Giger
- Unica Zürn
- Yolande Fièvre
- Sylvia Katuszewski
- Fred Deux et Cécile Reims
- Chomo
- HEY! Le dessin

#### Autres manifestations
- Festival du film sur les créateurs et les environnements singuliers.
- Soirées poétiques et littéraire : elles mettent à l’honneur un auteur ou un mouvement qui questionne les rapports de l’art à ses sources, à ses frontières, à ses dérives et d’abord à ses créateurs.
- Conférences, débats, colloques portant notamment sur la création alternative et la contribution de l’art brut à la réflexion sur la création.
- Salon des petites maisons d’édition.
- Présentations régulières de travaux réalisés dans les ateliers d’art-thérapie ou de thérapie occupationnelle.